# 神戸鹿の子台郵便局
神戸鹿の子台郵便局（こうべかのこだいゆうびんきょく）は、兵庫県神戸市北区にある郵便局。民営化前の分類では無集配特定郵便局であった。

## 概要
住所：〒651-1513 兵庫県神戸市北区鹿の子台北町八丁目2-2
入居している建物は郵政省当時より西日本貯金事務計算センターとして使用されており、民営化に際してゆうちょ銀行が承継し所有している。

### 併設施設
- ゆうちょ銀行西日本貯金事務計算センター（〒651-1394）

## 沿革
- 1996年（平成8年）8月1日 - 神戸鹿の子台郵便局として、神戸市北区鹿の子台北町八丁目の西日本貯金事務計算センター低層棟に開局。
- 2007年（平成19年）10月1日 - 民営化。
- 2012年（平成24年）10月1日 - 日本郵便株式会社発足。

## 取扱内容
- 郵便、印紙、ゆうパック
- 貯金、貸付、為替、振替、振込、国債
- 生命保険、バイク自賠責保険、がん保険
- ゆうちょ銀行ATM

## 周辺
- 神戸市立鹿の子台小学校
- 神戸市立北神戸中学校
- ケーズデンキ北神戸鹿の子台パワフル館
- マックスバリュ鹿の子台店

## アクセス
- 神戸電鉄三田線 神鉄道場駅から徒歩約15分
- 神戸電鉄三田線 道場南口駅から徒歩約15分
- E2A中国自動車道 長尾バスストップから徒歩約11分
- 三田駅より神姫バス 鹿の子台郵便局前停留所下車（本数は少ない）
- 駐車場あり：10台